# Daczenśke
Daczenśke (ukr. Даченське) – wieś na Ukrainie, w obwodzie donieckim, w rejonie pokrowskim, w hromadzie Pokrowsk. W 2024 liczyła 90 mieszkańców.